# دهستان آختاچی محالی
دهستان آختاچی محالی نام دهستانی در بخش سیمینه شهرستان بوکان، استان آذربایجان غربی در ایران است. براساس سرشماری مرکز آمار ایران در سال ۱۳۸۵، جمعیت آن ۱۰۵۱۶ نفر (۲۰۱۶ خانوار) بوده‌است.